# Ashot Anastasian
Ashot Anastasian (en arménien Աշոտ Անաստասյան), né le 16 juillet 1964 à Erevan (Arménie) et mort le 26 décembre 2016, est un grand maître arménien du jeu d'échecs (1993).

## Biographie

### Compétitions par équipe
Ashot Anastasian a joué pour l'Arménie lors des Olympiades d'échecs de 1992 (médaille de bronze par équipe), 1994, 1996, 1998, 2000 (médaille d'or au 4e échiquier) et 2002 (médaille de bronze par équipe) et en championnat du monde d'échecs par équipes, les hommes de 1993, 1997 (médaille de bronze par équipe), 2001 (médaille de bronze par équipe) et 2005 (médaille de bronze par équipe).

### Championnats du monde
Il a participé au championnat du monde d'échecs de 2002 et 2004.

### Champion d'Arménie
Anastasian a également remporté le championnat d'échecs arménien huit fois, en 1983, 1985, 1986, 1987, 1988, 1992, 1994 et 2005.

### Tournois individuels
Autres performances remarquables :
- 1er au Plovdiv 1987 ;
- 1er au Voskresensk 1992 ;
- 2e à Moscou 1992 ;
- 1er à Katowice 1993 ;
- 1er Erevan, 1994 ;
- 1er à Budapest en 1999 ;
- = 1er à Abou Dabi, 1999 ;
- = 2e Dubai 2005 ;
- = 1er à Abou Dabi, 2007 ;
- = 1er à Dubai 2009.

Au 1er novembre 2010, son classement Elo était de 2 578, ce qui en faisait le 252e joueur mondial et le 9e arménien.